# 弗赖塔尔
弗赖塔尔（德語：Freital，發音：[ˈfʁaɪˌtaːl] ⓘ）是德国萨克森州萨克森施韦茨-东厄尔士山县的城市，面积40.45平方千米，2023年12月31日人口为39,477人。